# Syndesmogenus gracilis
Syndesmogenus gracilis är en mångfotingart som beskrevs av Carl Graf Attems 1909. Syndesmogenus gracilis ingår i släktet Syndesmogenus och familjen Odontopygidae. Inga underarter finns listade i Catalogue of Life.